# بيتر هاموند
بيتر هاموند (بالإنجليزية: Peter Hammond)‏ هو مخرج وممثل بريطاني، ولد في 15 نوفمبر 1923 بلندن في المملكة المتحدة، وتوفي بنفس المكان في 12 أكتوبر 2011.

## وصلات خارجية
- بيتر هاموند على موقع IMDb (الإنجليزية)
- بيتر هاموند على موقع ألو سيني (الفرنسية)
- بيتر هاموند على موقع تيرنر كلاسيك موفيز (الإنجليزية)
- بيتر هاموند على موقع أول موفي (الإنجليزية)
- بيتر هاموند على موقع قاعدة بيانات الأفلام السويدية (السويدية)
- بيتر هاموند على موقع قاعدة بيانات الفيلم (الإنجليزية)
- بيتر هاموند على موقع كينوبويسك (الروسية)